# Масковый трогон

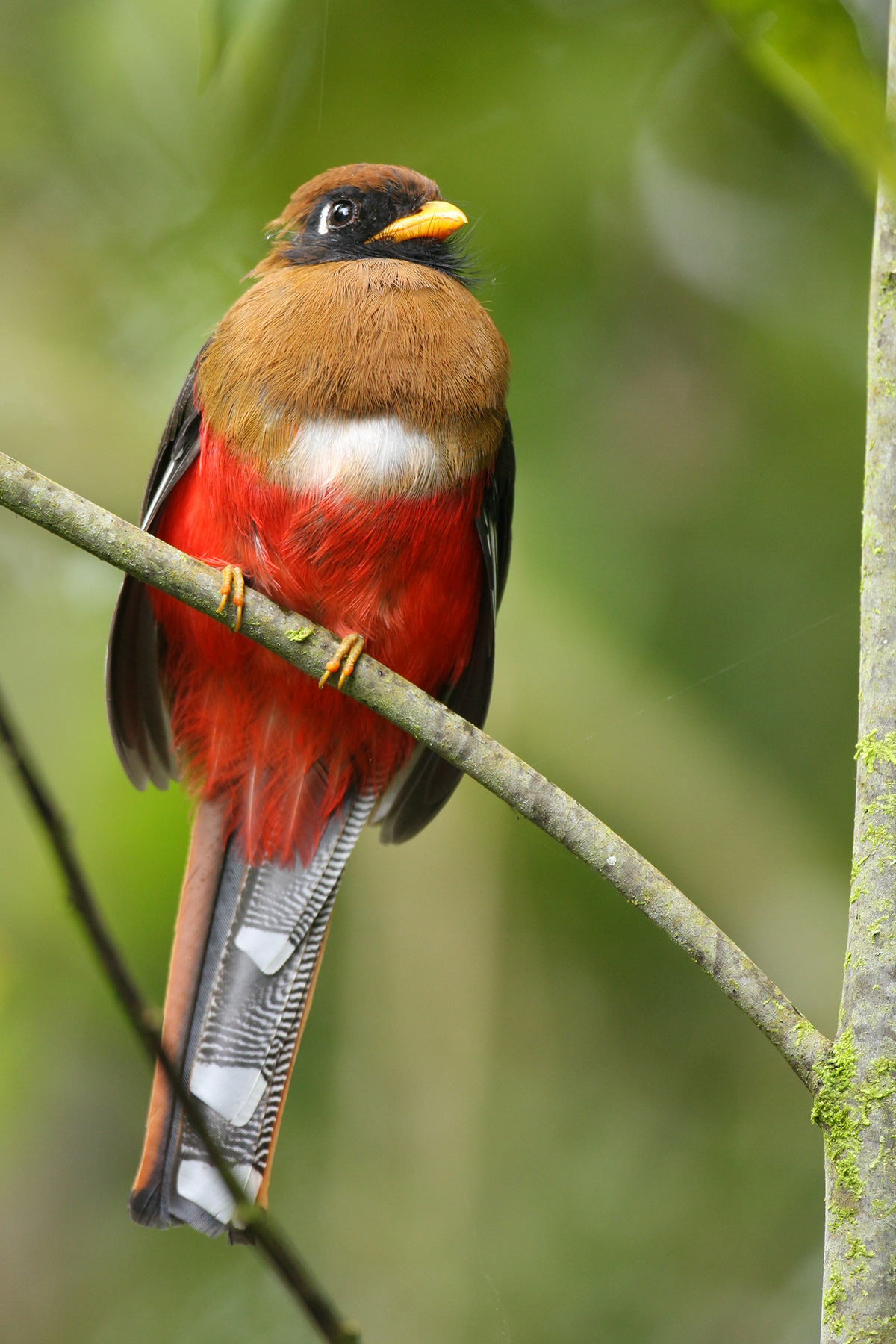
Самка

Масковый трогон (лат. Trogon personatus) — вид птиц из семейства трогоновых. Довольно распространён во влажных высокогорных лесах Южной Америки, в основном в Андах и тепуи.

## Таксономия
Существует девять признанных подвидов масковых трогонов:
- T. p. assimilis
- T. p. duidae
- T. p. heliothrix
- T. p. personatus
- T. p. ptaritepui
- T. p. roraimae
- T. p. sanctamartae
- T. p. submontanus
- T. p. temperatus

Последний иногда выделяют в отдельный вид горный трогон.

## Описание
Средняя длина маскового трогона — 27 сантимеров, а средняя масса 56 граммов. У масковых трогонов наблюдается половой диморфизм. Верхняя часть тела, голова и верхняя часть груди самца имеют глянцево-зеленый, красновато-бронзовый или золотисто-зеленый цвет (в зависимости от подвида). Живот и нижняя часть груди красные; последняя отделена от зеленоватой верхней части груди узкой белой полосой. У самца отчетливое кольцо вокруг глаз, которое у большинства подвидов красное, но имеет тенденцию к оранжевому у подвидов, обитающих на тепуи. Самка сверху коричневого цвета, с розоватым или красным животом и грудью; белая полоса, разделяющая коричневый и красный цвет на ее нижней части, часто бывает узкой или затемненной. У самок всех подвидов есть частичное белое кольцо вокруг глаз.

## Рацион
Масковый трогон питается как фруктами, так и насекомыми.